# Chieti
Chieti là một thành phố và cộng đồng (comune) ở tỉnh Chieti trong vùng Abruzzo nước Ý.
Đô thị Chieti có diện tích 58,55 ki lô mét vuông, dân số thời điểm năm 31 tháng 5 năm 2009 là 54.506 người.
Đô thị này có các đơn vị dân cư (frazioni) sau: Bascelli, Brecciarola, Buonconsiglio-Fontanella, Carabba, Cerratina, Chieti Scalo, Colle dell'ara, Colle Marcone, Crocifisso, De Laurentis Vallelunga, Filippone, Fonte Cruciani, Iachini, La Torre, Madonna del Freddo, Madonna della Vittoria, Madonna delle Piane, San Martino, San Salvatore, Santa Filomena, Selvaiezzi, Tricalle, Vacrone Cascini, Vacrone Colle San Paolo, Vacrone Villa Cisterna, Vallepara, Villa Obletter, Villa Reale.
Các đô thị giáp ranh: 
Chieti ở miền Trung Italia, 200 km về phía đông bắc của Roma. Đây là thủ phủ của tỉnh Chieti ở khu vực Abruzzo. Chieti nằm trên đỉnh một dọc theo sông Pescara và có khoảng cách một vài cây số từ biển Adriatic, và với Maiella và núi Gran Sasso ở phía sau.
Theo Theate Marrucinorum, Chieti là thị trấn chính của Marrucini hiếu chiến. Theo Strabo, nó được thành lập bởi các Arcadians như Tegeate.
Sau thất bại của họ chống lại người La Mã, Marrucini trở thành đồng minh trung thành của họ và sau đó lãnh thổ của họ đã được đặt dưới quyền quản lý của La Mã sau cuộc chiến tranh xã hội. Trong thời kỳ này, dân số Chieti lên tới 60.000 nhân khẩu nhưng, sau sự sụp đổ của Đế chế Tây La Mã, nó đã bị phá hủy bởi Visigoth và Heruli. Sau đó, nó là thủ phủ của một gastaldate dưới vị vua Lombard. Sau khi nó bị phá hủy Peppin, nó đã trở thành một lãnh địa của Lãnh địa Benevento.
Chieti phục hồi một số tầm quan trọng về chính trị và kinh tế Norman dưới sự cai trị của miền Nam nước Ý, một vai trò giữ cũng theo các quy tắc Hohenstaufen, Angevine và Aragonese. Sau một thời gian phát triển rực rỡ về văn hóa và kiến trúc trong thế kỷ 17, dưới sự bảo trợ của kháng Cải Cách, Chieti một lần nữa sụp đổ bởi bệnh dịch hạch năm 1656. Trong thế kỷ 18, thành phố có thêm các học viện và trường học mới làm tăng thêm di sản mỹ thuật của thành phố. Năm 1806, Chieti được chuyển thành một pháo đài của Pháp. Nó trở thành một phần của Vương quốc mới được tạo ra của Ý năm 1860.
Trong Thế chiến II, Chieti, so không bị đánh bom bởi vì nó được tuyên bố một thành phố mở (như Roma), đã đón nhiều người tị nạn từ các thị trấn và làng mạc gần. Lực lượng đồng minh giải phóng thành phố vào ngày 09 tháng 6 năm 1944, một ngày sau khi người Đức rời khỏi thành phố.